# 윌리엄 그랜트 앤 선즈
윌리엄 그랜트 앤 선즈(William Grant & Sons Ltd.) 는 스코틀랜드 노스 라나크셔 벨실 에 본사를 둔 스카치 위스키 와 기타 엄선된 증류주를 생산하는 가족 소유 기업이다. 1887년  윌리엄 그랜트 에 의해 설립되었으며, 2024년 현재 그랜트의 후손들이 운영하고 있다.  가족 소유 로 운영되는 소수의 스카치 위스키 증류업체 중 가장 큰 규모이다. 
이 회사는 스카치 위스키의 세 번째로 큰 생산자(시장 점유율 8%)로 글렌피딕과 발베니를 포함 하여 연간 약 7.6백만 케이스를 운송한다.   스카치 위스키의 1위와 2위는 각각 디아지오(Diageo) (34.4%)와 페르노리카(Pernod Ricard) 이다.   이 회사는 더프타운에 있는 글렌피딕 증류소에 등록되어 있다.  주요 운영 본사는 노스래너크셔의 스트래스클라이드 비즈니스 파크(Strathclyde Business Park)에 있다.영업 및 마케팅 본사는 런던 리치먼드 에 있다. 이 회사는 스카치 위스키 협회 의 회원이다.  
그란트의 마스터 블렌더 는 브라이언 킨스만(Brian Kinsman)이다.   그는 데이비드 스튜워트(David Stewart)의 뒤를 이어 증류 업계에서 가장 오랫동안 마스터 블렌더 중 한 명으로  47년 동안 그 자리에 있었다.  

## 역사
윌리엄 그란트는 1839년 더프타운 에서 태어났다. 1886년 그란트와 그의 여섯 아들은 글렌피딕 증류소 건설을 시작했다.  1887년 크리스마스에 증류소가 가동되었다. 
1892년에 윌리엄 그란트 앤 선즈는 발베니 라는 두 번째 증류소를 건설했다. 
1963년 스코틀랜드 사우스 에어셔 에 Girvan 곡물 위스키 증류소가 건설되었다. 
1990년에 윌리엄 그란트 앤 선즈는 Kininvie 증류소 를 설립했다. 
1992년 윌리엄 그란트 앤 선즈는 Glenfiddich의 창고 용량을 늘리기 위해 Convalmore 증류소를 인수했다. 
1999년 윌리엄 그란트 앤 선즈는 스코틀랜드 Girvan 증류소 에서 생산되는 진 브랜드인 Hendrick's Gin을 출시했다. 
1999년에 회사는 Edrington Group 과의 파트너십을 통해 Highland Distillers를 인수하여 지분의 대부분을 차지했다(1887 Company). 
2002년 10월, 회사는 캐나다 위스키 브랜드인 Gibson's Finest를 인수했다. 
2005년, 윌리엄 그랜트 앤 선즈는 아이슬란드 보르가르네스 에 보드카를 생산하는 증류소를 설립했다. 이 증류소의 브랜드는 레이카(Reyka) 였다. 
2005년 10월, 회사는 Raynal & Cie를 인수하고 Three Barrels 및 The Raynal이라는 브랜디 브랜드를 인수했다. 
2009년에는 블렌디드 위스키용 몰트 위스키 수요를 충족하기 위해 Ailsa Bay 증류소가 건설되었다. 
2010년 5월, 그룹은 Tullamore DEW를 포함한 C&amp;C 그룹 으로부터 4개 브랜드를 3억 유로에 매입했다.  9월에는 3개의 소규모 브랜드( Irish Mist, Carolans, Frangelico )를 Gruppo Campari 에 1억 2,900만 유로에 매각했다. 따라서 Grants는 Tullamore DEW 브랜드와 생산 시설에 대해 1억 7,100만 유로를 지불한 셈이다. 
2014년 7월 Grant's는 노동조합주의 캠페인 단체 인 Better Together 에 "약 10만 파운드"를 기부했으며, 이 회사는 스코틀랜드 독립 국민투표를 앞두고 "반대" 투표를 촉구하는 다른 단체에도 "소액의 돈을 기부했다"고 한다. 
2014년 9월, William Grant & Sons는 약 1억 파운드 의 추정 가격으로 Drambuie 리큐어를 매입했다.  
2020년 3월, 회사는 8주 동안 약 500만 리터의 에탄올을 생산하여 코로나19 팬데믹 기간 동안 손 소독제를 생산하기 위해 3개의 증류소에서 생산을 전환했다.  같은 달, William Grant & Sons는 같은 팬데믹으로 인해 모든 방문자 센터를 폐쇄했다.  2020년 6월, 회사는 위생 조치를 강화하여 일부 방문자 센터를 다시 열었다. 
2020년 9월, Fistful of Bourbon이라는 회사 최초 의 버번이 미국 시장에 출시되었다. 
2022년 2월, William Grant & Sons는 첫 번째 저알코올 주류 Atopia를 출시했다. 
2023년 9월, William Grant & Sons가 길포드 에 본사를 둔 진 생산업체인 Silent Pool Distillers를 인수했다고 발표되었다. 
2024년 9월, William Grant & Sons는 관례적인 규제 승인을 조건으로 Edrington 으로부터 The Famous Grouse 와 Naked Malt를 인수하기로 합의했다.  매각은 2025년 7월 1일에 완료되었다. 

## 증류소
윌리엄 그랜트 앤 선즈가 소유한 증류소:
- Ailsa Bay 증류소 [38]
- 발베니 증류소 [4] [5]
- 컨벌모어 증류소는 더프타운 에 위치한 옛 위스키 증류소로, 1985년에 문을 닫았다. 윌리엄 그랜트 앤 선즈(William Grant & Sons)는 1992년 글렌피딕(Glenfiddich)의 창고 용량을 늘리기 위해 이 증류소를 인수했다. 컨벌모어 증류소는 다른 브랜드의 위스키도 생산했다. 하지만 컨벌모어라는 이름은 일부 위스키에만 사용되며, 증류소 자체 브랜드로 위스키를 생산한 적은 없다. 컨벌모어 브랜드는 디아지오(Diageo) 가 소유하고 있다. [4]
- 거번 곡물 증류소 [39]
- 글렌피딕 증류소 [4] [5]
- 키닌비 증류소 [40]
- 레이디번 증류소는 1975년에 문을 닫았다 [41]
- Tullamore 증류소 ( 아일랜드 ) [39]

## 브랜드
이 회사의 주요 싱글 몰트 스카치 브랜드는 2016년 기준으로 세계에서 가장 많이 팔린 싱글 몰트 스카치인 글랜피딕 이다.   2017년에는 약 1.22백만 상자의 글랜피딕이 판매되었다. 또 다른 Grant 싱글 몰트 스카치 위스키도 2017년 가장 많이 팔린 스카치 위스키 상위 10개 목록에 올랐다. 발베니(#6).   또 다른 매우 인기 있는 블렌디드 위스키는 몽키 숄더 이다.  2021년 회사의 대표적인 블렌디드 위스키인 그란츠는 죠니 워커 와 발렌타인 에 이어 세계에서 가장 많이 팔린 스카치 위스키 3위를 차지했다. 
윌리엄 그랜트 앤 선즈의 음료 브랜드는 다음과 같다. 
- 스카치 위스키 :
  - 싱글 몰트 스카치 위스키: 에어스톤, 에일사 베이, 글렌피딕, 키닌비, 발베니
  - 블렌디드 몰트 스카치 위스키: 몽키 숄더, 네이키드 몰트
  - 블렌디드 스카치 위스키: The Famous Grouse, Grant's, House of Hazelwood, Clan MacGregor, Wildmoor [46]
- 미국 위스키 : 피스트풀 오브 버번, 허드슨 위스키 [47]
- 캐나다 위스키 : 깁슨스 파이니스트
- 아일랜드 위스키 : 털러모어 듀
- 브랜디 : Three Barrels, The Raynal
- 진 : 헨드릭스, 베라노
- 리큐어 : 드람뷔, 솔레르노, 더 낫
- 저알코올 주류 : 아토피아
- 혼합 음료 : 금기
- 럼 : 세일러 제리, 올드 바티드 데메라라(OVD), 우즈 올드 네이비, 플로르 데 카냐
- 테킬라 : 밀라그로
- 보드카 : 레이카

### 희귀 위스키
윌리엄 그랜트 앤 선즈는 여러 희귀 위스키를 생산하는데, 그중 대부분은 글렌피딕, 그랜트, 발베니 관련 기사에 소개되어 있다. 하지만 그들의 희귀 위스키에는 다음과 같은 것들도 포함된다.
- 거번 첫 번째 배치 증류(1964년에 채워진 통에서)
- 레이디번 (Ladyburn) (1975년 폐쇄된 레이디번 증류소에서 생산)
- Snow Phoenix(3년에서 50년 사이의 위스키를 모두 혼합하여 Glenfiddich에서 생산한 단 한 번뿐인 위스키로, 위스키를 숙성하던 창고가 폭설로 파괴된 후 회수한 것이다)

콩코드, 퀸 메리 2, 로열 데니시 웨딩 등의 개인 빈티지로 다른 희귀 위스키도 병입되었다.

### 하이랜드 디스틸러스 브랜드
윌리엄 그랜트 앤 선즈와 에드링턴 그룹은 1999년에 하이랜드 디스틸러스를 비상장화하여  1887 회사를 설립했으며 윌리엄 그랜트 앤 선즈는 이 회사의 지분 30%를 보유하고 있다.
당시 하이랜드 디스틸러스가 소유한 브랜드:
- 블랙 보틀 은 2004년에 번 스튜워트 디스틸러스 에 매각되었다.
- Gloag's London Dry Gin은 Edrington이 소유한 브랜드 이름이다.
- Highland Park는 현재 Edrington이 소유한 브랜드 이름이다.
- Edrington이 소유했던 브랜드 이름 인 Famous Grouse는 현재 윌리엄 그랜트 앤 선즈가 다시 소유하고 있다.
- Macallan은 현재 Edrington이 소유한 브랜드 이름이다.

### 다른 브랜드
- 버진 보드카는 현재는 존재하지 않는 브랜드로, 그랜트가 리처드 브랜슨 의 버진 그룹 과 공동으로 개발했다.

## 주목할 만한 인물
- 데이비드 스튜어트, 전 마스터 블렌더
- Charlotte Voisey, 글로벌 대사 책임자 [49] [50] [51] [52]

## 참고문헌
1. ↑  “Welcome”. William Grant & Sons. 2017년 6월 22일에 확인함.
2. ↑  Knox, Dave (2024년 12월 2일). “How A 137-Year-Old Company Stays On Top Of Changing Consumer Trends”. 《Forbes》. 2025년 7월 4일에 확인함.
3. 1 2  “Scotch on the Rocks—How Trump's Trade Tariffs Could Harm a Favorite Nightcap”. 《Fortune》 (영어). 2020년 5월 19일에 확인함.
4. 1 2 3 4 5  “Top 15 Scotch whisky companies | WhiskyInvestDirect”. 《whiskyinvestdirect.com》.
5. 1 2 3  “William Grant donates CA$25k to help Canadian bartenders” (미국 영어). 2020년 4월 21일. 2020년 5월 19일에 확인함.
6. ↑  “Top 15 Scotch whisky companies | WhiskyInvestDirect”. 《www.whiskyinvestdirect.com》. 2018년 7월 30일에 확인함.
7. ↑  Schrieberg, Felipe. “The 4 Companies Behind 3/4 Of All Scotch Whisky Production”. 《Forbes》 (영어). 2018년 7월 30일에 확인함.
8. ↑  “William Grant & Sons Global Brands | Distiller of Premium Spirits”. 《williamgrant.com》.
9. ↑  “Members Directory”. 《Scotch Whisky Association》 (영어). 2020년 5월 19일에 확인함.
10. ↑  “The Brian Kinsman Interview | WhiskyCast”. 《whiskycast.com》. 2020년 5월 15일에 확인함.
11. ↑  “William Grant's Kinsman: 'We need blended Scotch to be relevant'” (미국 영어). 2018년 12월 7일. 2020년 5월 15일에 확인함.
12. ↑  “Celebrating the unexpected: The Balvenie presents the fourth chapter of The Balvenie DCS Compendium”. 《The Moodie Davitt Report》 (영국 영어). 2018년 10월 26일. 2020년 5월 19일에 확인함.
13. ↑  “Scotch whisky: new master blender for William Grant”. 《Drinks International》. 2010년 3월 5일. 2025년 7월 4일에 확인함.
14. ↑  《The Riverside Dictionary of Biography》. Houghton Mifflin Harcourt. 2005. 332쪽.
15. ↑  Smith, Gavin D. (2002). 《The Secret Still: Scotland's Clandestine Whisky Makers》. Birlinn.
16. ↑  Helen Arthur (2002) [1997]. 《The single malt companion》 (네덜란드어). Lisbeth Machielsen (trans.). Libero. 66쪽. ISBN 978-9057642364.
17. ↑  “William Grant & Sons Releases Rare Girvan Single Grain Bottling”. Cask Strength Media. 2013년 11월 27일에 확인함.
18. ↑  John. “Kininvie|Whiskipedia”. 《whiskipedia.com》. 2023년 2월 25일에 확인함.
19. ↑  Jackson, Michael (2015). 《Malt Whisky Companion》. Scotland: Dorling Kindersley. 108쪽. ISBN 9780241429112.
20. ↑  “Hendrick's Gin - It is not for everyone”. 《Hendrick's Gin - Distilled Scottish Gin Infused with Rose & Cucumber》 (미국 영어). 2014년 3월 28일에 원본 문서에서 보존된 문서. 2018년 1월 3일에 확인함.
21. ↑  “THE 1887 COMPANY LIMITED overview - Find and update company information - GOV.UK”. 《find-and-update.company-information.service.gov.uk》 (영어). 2022년 8월 12일에 확인함.
22. ↑  beveragedaily.com. “Gibson's Finest brings rye smile to William Grant”. 《beveragedaily.com》 (영국 영어). 2023년 2월 25일에 확인함.
23. ↑  “William Grant to showcase Reyka Vodka from Iceland's first ever distillery - 10/10/05”. 《The Moodie Davitt Report》 (영국 영어). 2005년 10월 9일. 2023년 2월 25일에 확인함.
24. ↑  “William Grant & Sons acquires Raynal & Cie – 07/10/05”. 《The Moodie Davitt Report》 (영국 영어). 2005년 10월 6일. 2023년 2월 25일에 확인함.
25. ↑  “Ailsa Bay”. 《www.whisky.com》 (영어). 2023년 2월 11일에 확인함.
26. ↑  Everest in panoramic HD. “Plan to sell spirits division sends C&C shares soaring - Irish, Business”. Independent.ie. 2012년 12월 22일에 확인함.
27. ↑  “William Grant to sell Irish Mist”. 《The Irish Times》. 2010년 9월 9일. 2012년 10월 22일에 원본 문서에서 보존된 문서. 2010년 9월 16일에 확인함.
28. ↑  “Scottish independence: Distiller William Grant and Sons donates to Better Together”. 《BBC News》 (BBC). 2014년 7월 6일. 2014년 7월 6일에 확인함.
29. ↑  “William Grant & Sons buys Drambuie brand”. 《BBC News》. 2014년 9월 8일. 2014년 9월 9일에 확인함.
30. ↑   (보도 자료). Reuters. |제목=이(가) 없거나 비었음 (도움말)
31. ↑  “William Grant to make 5m litres of alcohol for hand sanitiser” (미국 영어). 2020년 3월 30일. 2020년 7월 31일에 확인함.
32. ↑  “William Grant closes Glenfiddich and Balvenie to public” (미국 영어). 2020년 3월 16일. 2020년 7월 31일에 확인함.
33. ↑  “Our Visitor Centres in Scotland and Ireland are open | William Grant & Sons”. 《www.williamgrant.com》. 2020년 7월 31일에 확인함.
34. ↑  “Fistful of Bourbon Launches Nationally”. 《BevNET.com》 (미국 영어). 2020년 9월 16일. 2023년 2월 25일에 확인함.
35. ↑  Morgan, Rhodri (2022년 2월 10일). “William Grant & Sons rolls out Atopia to Global Travel Retail”. 《Just Drinks》 (미국 영어). 2023년 2월 25일에 확인함.
36. ↑  “William Grant & Sons acquires Silent Pool Distillers”. 《The Moodie Davitt Report》 (영국 영어). 2023년 9월 14일. 2023년 9월 14일에 확인함.
37. ↑  Collins, Georgie (2024년 9월 23일). “Edrington exits blended Scotch with Famous Grouse sale”. 《The Spirits Business》 (미국 영어). 2024년 9월 24일에 확인함.
38. ↑  Schrieberg, Felipe. “Ailsa Bay Releases Blockchain-Protected Scotch Whisky”. 《Forbes》 (영어). 2020년 5월 19일에 확인함.
39. 1 2  “William Grant to make 5m litres of alcohol for hand sanitiser” (미국 영어). 2020년 3월 30일. 2020년 5월 19일에 확인함.
40. ↑  “William Grant unveils 'experimental' Kininvie whiskies” (미국 영어). 2019년 10월 7일. 2020년 5월 19일에 확인함.
41. ↑  “Ladyburn”. 《www.whisky.com》 (영어). 2023년 2월 25일에 확인함.
42. ↑  Koutsakis, George. “World's Bestselling Single Malt Whisky Undergoes Risky Change”. 《Forbes》.
43. 1 2  “Top 10 best-selling Scotch malt whiskies | Scotch Whisky”. 《scotchwhisky.com》.
44. ↑  “Top 10 best-selling Scotch whiskies | Scotch Whisky”. 《scotchwhisky.com》 (영국 영어). 2023년 2월 25일에 확인함.
45. ↑  “Our brands | William Grant & Sons”. 《www.williamgrant.com》. 2023년 2월 25일에 확인함.
46. ↑  Carruthers, Nicola (2024년 4월 8일). “William Grant debuts Wildmoor whisky”. 《The Spirits Business》 (미국 영어). 2024년 4월 10일에 확인함.
47. ↑  Willson, Geoffrey. “Tuthilltown Spirits in Gardiner bought by Scottish distiller”. 《Poughkeepsie Journal》. Poughkeepsie Journal. 2023년 6월 29일에 확인함.
48. ↑  “William Grant & Sons | Scotch Whisky”. 《scotchwhisky.com》.
49. ↑  Simonson, Robert (2010년 8월 10일). “From Bartender to Liquor Brand Promoter”. 《The New York Times》 (미국 영어). ISSN 0362-4331. 2024년 8월 11일에 확인함.
50. ↑  Querisma, Quia (2013년 8월 22일). “Award-Winning Mixologist Charlotte Voisey Talks Dinner Cocktails”. 《HuffPost》 (영어). 2024년 8월 11일에 확인함.
51. ↑  Bustamante, Lou (2017년 11월 13일). “3 Brand Ambassadors Describe What They Do”. 《Seven Fifty》.
52. ↑  Lu, Hunter (2024년 6월 21일). “Charlotte Voisey, an award-winning mixologist at the cocktail bar two fifteen, has created an exciting line of colorful cocktails.”. 《The Manual》 (영어). 2024년 8월 11일에 확인함.